# 斯維佳濟湖
51°29′49″N 23°50′20″E / 51.49694°N 23.83889°E

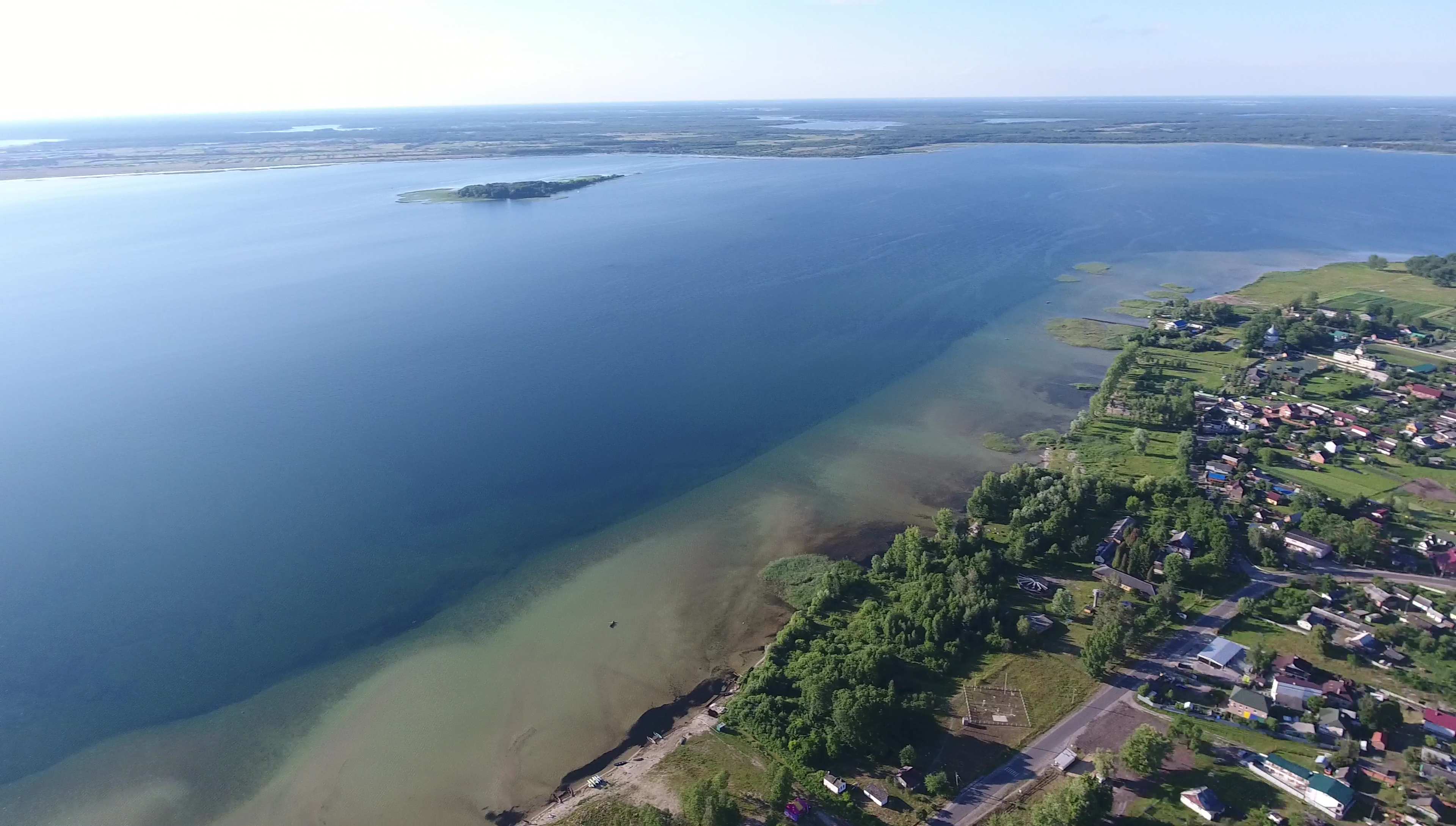

斯維佳濟湖（烏克蘭語：Світязь）是烏克蘭西部的湖泊，行政上屬沃倫州科韋利區，長7.8公里、寬4.1公里，面積27.5平方公里，平均水深7.2米，湖岸線長度30公里。